# 間新田町
間新田町（あいしんでんちょう）は、徳島県小松島市の町名。郵便番号は773-0024。

## 地理
小松島市の東部に位置する。南は坂野町に接し、北は太田川を境として和田島町に相対している。同地はかつての坂野町からの遊水地帯で、深い湿田地帯となり、人家はわずか1軒で、稲作だけが行われる単作地域であった。
昭和54年に民間業者により宅地造成が行われ、全域が住宅地域となりつつある。

### 河川
- 太田川

### 小字
- ヤケ木

## 歴史

### 那賀郡間新田村
江戸末期から明治22年の間は那賀郡間新田村であった。徳島藩領。農業は米作一毛田が中心。村内に神社・寺院はなかった。明治4年（1871年）に徳島県、同年に名東県、1877年（明治9年）に高知県を経て1881年（明治13年）に再び徳島県に所属。

### 間新田
1889年（明治22年）から1958年（昭和33年）の間は間新田という大字名であった。はじめは坂野村、昭和15年より坂野町、昭和31年からは小松島市の大字。
地内の水田の所有者・小作人は近隣地域の農村に居住したため、地内に集落はほとんど形成されず、耕地整理や客土が行われたが、米作一毛田地域にとどまった。

### 現在
1957年（昭和32年）より現在の小松島市の町名となる。1975年（昭和50年）の時点で人口は3人であった。現在では住宅地が造成され人口が増加している。また養鰻業も行われるようになっている。

## 世帯数と人口
2022年（令和4年）7月31日現在の世帯数と人口は以下の通りである。
| 町丁     | 世帯数  | 人口  |
| -------- | ------- | ----- |
| 間新田町 | 438世帯 | 982人 |

## 小・中学校の学区
市立小・中学校に通う場合、学区は以下の通りとなる。
| 番地                 | 小学校                 | 中学校                   |
| -------------------- | ---------------------- | ------------------------ |
| ヤケ木(和田津川以南) | 小松島市立坂野小学校   | 小松島市立小松島南中学校 |
| ヤケ木(和田津川以北) | 小松島市立和田島小学校 | 小松島市立小松島南中学校 |